# Engine Alliance GP7200

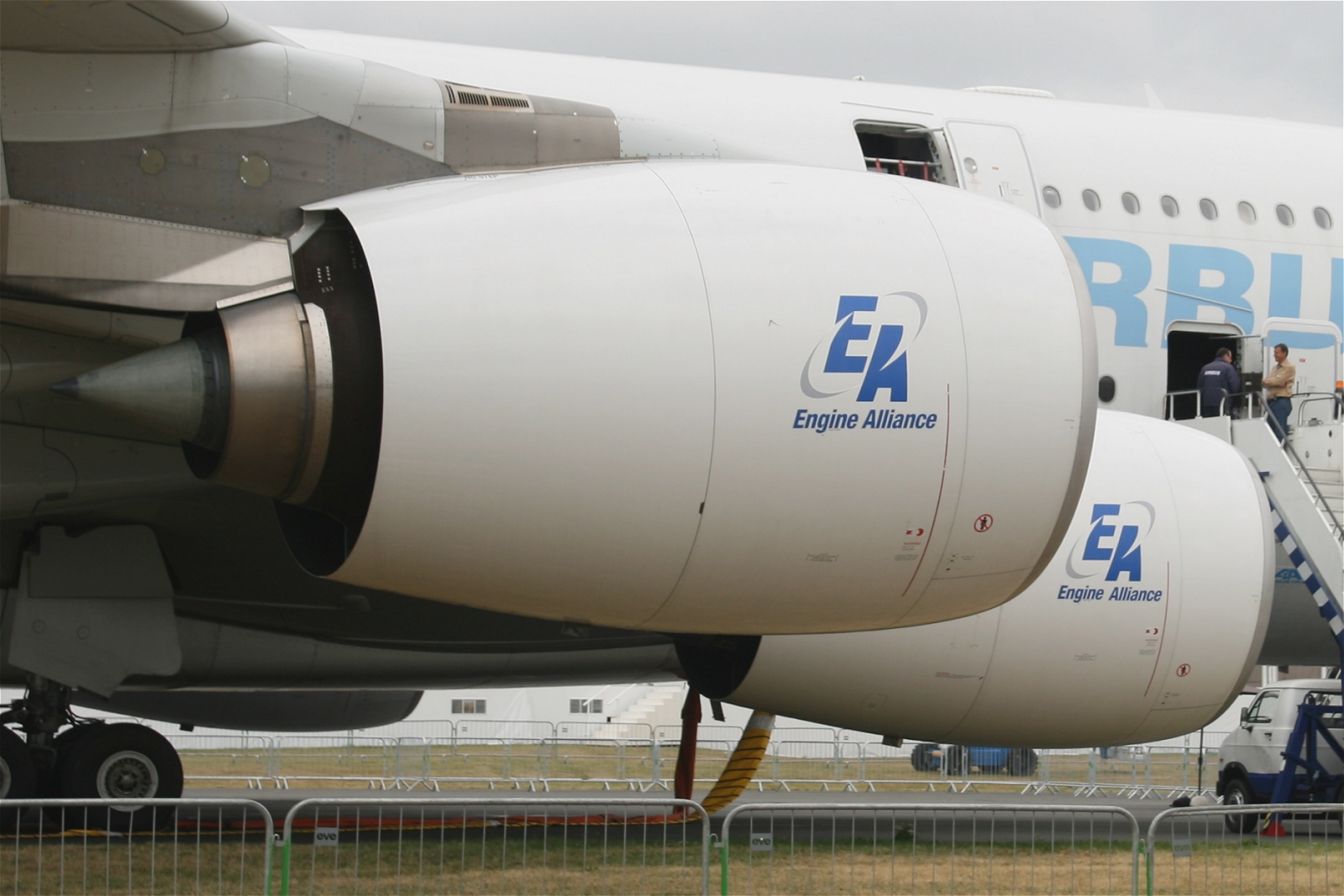
Двигун GP7200 на літаку Airbus A380

Двигун GP7200 — новий авіаційний турбовентиляторний двигун виробництва об'єднання Engine Alliance, спільним підприємством General Electric і Pratt & Whitney. Один із варіантів силової установки для Airbus A380 разом із Rolls-Royce Trent 900.

## Розробка двигуна
Двигун розроблявся Engine Alliance, що включає General Electric - Aviation, Pratt & Whitney, SNECMA і MTU Aero Engines.

### Розробники вузлів двигуна
- Вентилятор і компресор низького тиску — Pratt & Whitney на основі двигуна PW4084
- Компресор високого тиску — GE і SNECMA на основі двигуна GE90
- Камера згоряння — GE і SNECMA на основі двигуна CF6
- Турбіна високого тиску — GE і SNECMA на основі двигуна GE90
- Турбіна низького тиску — Pratt & Whitney і MTU на основі двигуна PW4084

Спочатку передбачалося використовувати двигун на Boeing 747, але потім було прийнято рішення застосувати двигун на новому літаку Airbus A380-800.
Паралельно компанією Rolls-Royce plc був розроблений двигун Trent 900, що спочатку був єдиним двигуном для Airbus A380. В даний час передбачається оснастити 48 % флоту Airbus A380 двигунами GP7200, а 52 % — Trent 900. Авіакомпанія ОАЕ вже зробила замовлення на 45 авіалайнерів Airbus A380-800 з двигуном GP7200 (1/3 продажу літака). У минулому авіакомпанія ОАЕ вибирала двигуни Rolls-Royce.
Номери моделей Airbus A380, оснащених двигунами GP7200, мають код A380-86X (де 6 — код двигуна).

## Випробування двигуна
- Наземні випробування двигуна почалися в квітні 2004.
- Федеральне управління авіації сертифікувало двигун для комерційного використання 4 січня 2006.
- Перший запуск двигуна GP7200 на Airbus A380 здійснено 14 серпня 2006.
- Перший політ Airbus A380 з двигуном GP7200 здійснено 25 серпня 2006. Політ почався і завершився в Тулузі. Тривалість польоту — 4 години. Днем раніше випробування пройшли невдало.

## Варіанти
- GP7270(A380-861)
- GP7272(A380-862)
- GP7277(A380-863F)
- GP7281(A380-864F)

## Основні замовники двигуна
- Emirates Airline
- Air France
- UPS
- International Lease Finance Corporation
- Korean Air
- Трансаеро

## Характеристики GP7270

### Загальні відомості
- Тип: Двуконтурний турбовентиляторний
- Довжина: 4,74 м
- Діаметр: 3,16 м, край вентилятора — 2,96 м
- Суха маса: 6712 кг

### Експлуатаційні показники
- Злітна тяга 311 кН
- Ступінь підвищення тиску: 43,9
- Співвідношення тяги до маси: 46,3 Н/кг

## Характеристики GP7277
- Тип: Двуконтурний турбовентиляторний
- Довжина: 4,74 м
- Діаметр: 3,16 м, край вентилятора — 2,96 м

- Злітна тяга 343 кН
- Ступінь підвищення тиску: 45,6